# Fudoki
Die Fudoki (jap. 風土記, wtl. etwa „Aufzeichnungen von Luft und Erde“, oder freier: „Aufzeichnungen der regionalen Bräuche“) sind Chroniken über die Provinzen Japans und reichen bis ins Altertum (8. Jh.) zurück. Sie enthalten Angaben zu Geographie, Fauna, Flora und landwirtschaftlicher Produktion, sowie zu Brauchtum, Geschichte und Mythologie. Auch die Erklärung von Ortsnamen spielt eine wichtige Rolle.
Die Fudoki wurden in der Nara-Zeit ab 713 auf Geheiß der Kaiserin Genmei zusammengestellt und über mindestens 20 Jahre komplettiert. Das Shoku Nihongi schreibt dazu:

「五月甲子 畿内七道諸國郡郷名著好字其郡内所生銀銅彩色草木禽獸魚虫等物具録色目及土地沃塉山川原野名号所由又古老相傳舊聞異事載于史籍言上」

„[Wadō 6/]5/2 [= 30. Mai 713]: Für Kinai und die sieben Fernstraßen [= ganz Japan] sollen die Namen der Provinzen, Bezirke und Dörfer niedergeschrieben werden; dazu die Ressourcen der Bezirke wie Silber, Kupfer, alle Arten von Pflanzen, Bäumen, Vögeln, Tieren, Fischen, Insekten usw., sowie die Fruchtbarkeit der Böden, die Namen der Berge, Flüsse, Ebenen und Felder, deren Ursprung. Auch sollen die von den Alten überlieferten Geschichten in ein historisches Register eingetragen werden.“

Der Beginn ihrer Erstellung fällt damit mit der Zeit zusammen, in der Kojiki und Nihonshoki geschrieben wurden.
Mindestens 48 Provinzen wurden erwähnt, aber nur die Aufzeichnungen der Provinz Izumo sind nahezu vollständig erhalten, Teile der Aufzeichnungen der Provinzen Bungo, Harima, Hitachi und Hizen sind ebenfalls überliefert. Zusammen gelten sie als die sogenannten „alten Fudoki“ (kofudoki). Einzelpassagen zahlreicher anderer Bände haben sich als Zitate in verschiedenen Büchern erhalten, darunter Bingo, Buzen, Chikugo, Chikuzen, Higo, Hōki, Hyūga, Ise, Iyo, Mutsu, Owari, Ōsumi, Settsu, Tango und Yamashiro. In späterer Zeit kamen unter dem Namen Fudoki weitere Texte dazu.
In Teilen wurden die Fudoki von Izumo, Hyūga, Yamashiro, Tango, Ise, Settsu, Suruga, Bingo, Inaba, Ōmi und Tosa von Karl Florenz ins Deutsche übersetzt. Eine englische Übersetzung der „alten Fudoki“ wurde 1997 von Michiko Yamaguchi Aoki erstellt.